# Кіпр на Чемпіонаті світу з легкої атлетики 2017
Кіпр на Чемпіонаті світу з легкої атлетики 2017, що проходив з 4 по 13 серпня 2017 року в Лондоні (Велика Британія) був представлений 5 спортсменами.

## Результати

### Чоловіки
Трекові і шосейні дисципліни
| Спортсмен       | Дисципліна        | Забіги    | Забіги | Півфінал  | Півфінал | Фінал     | Фінал |
| Спортсмен       | Дисципліна        | Результат | Місце  | Результат | Місце    | Результат | Місце |
| --------------- | ----------------- | --------- | ------ | --------- | -------- | --------- | ----- |
| Мілан Трайкович | 110 м з бар'єрами |           |        |           |          |           |       |

Технічні дисципліни
| Спортсмен          | Дисципліна    | Кваліфікація | Кваліфікація | Фінал     | Фінал |
| Спортсмен          | Дисципліна    | Результат    | Місце        | Результат | Місце |
| ------------------ | ------------- | ------------ | ------------ | --------- | ----- |
| Апостолос Парелліс | Метання диска |              |              |           |       |

### Жінки
Трекові і шосейні дисципліни
| Спортсмен        | Дисципліна | Забіги    | Забіги | Півфінал  | Півфінал | Фінал     | Фінал |
| Спортсмен        | Дисципліна | Результат | Місце  | Результат | Місце    | Результат | Місце |
| ---------------- | ---------- | --------- | ------ | --------- | -------- | --------- | ----- |
| Елені Артімата   | 400 м      |           |        |           |          |           |       |
| Дагмара Хандзлік | Марафон    | Н/Д       | Н/Д    | Н/Д       | Н/Д      |           |       |

Технічні дисципліни
| Спортсмен       | Дисципліна        | Кваліфікація | Кваліфікація | Фінал     | Фінал |
| Спортсмен       | Дисципліна        | Результат    | Місце        | Результат | Місце |
| --------------- | ----------------- | ------------ | ------------ | --------- | ----- |
| Нектарія Панагі | Стрибки у довжину |              |              |           |       |